# محرك الطائرة

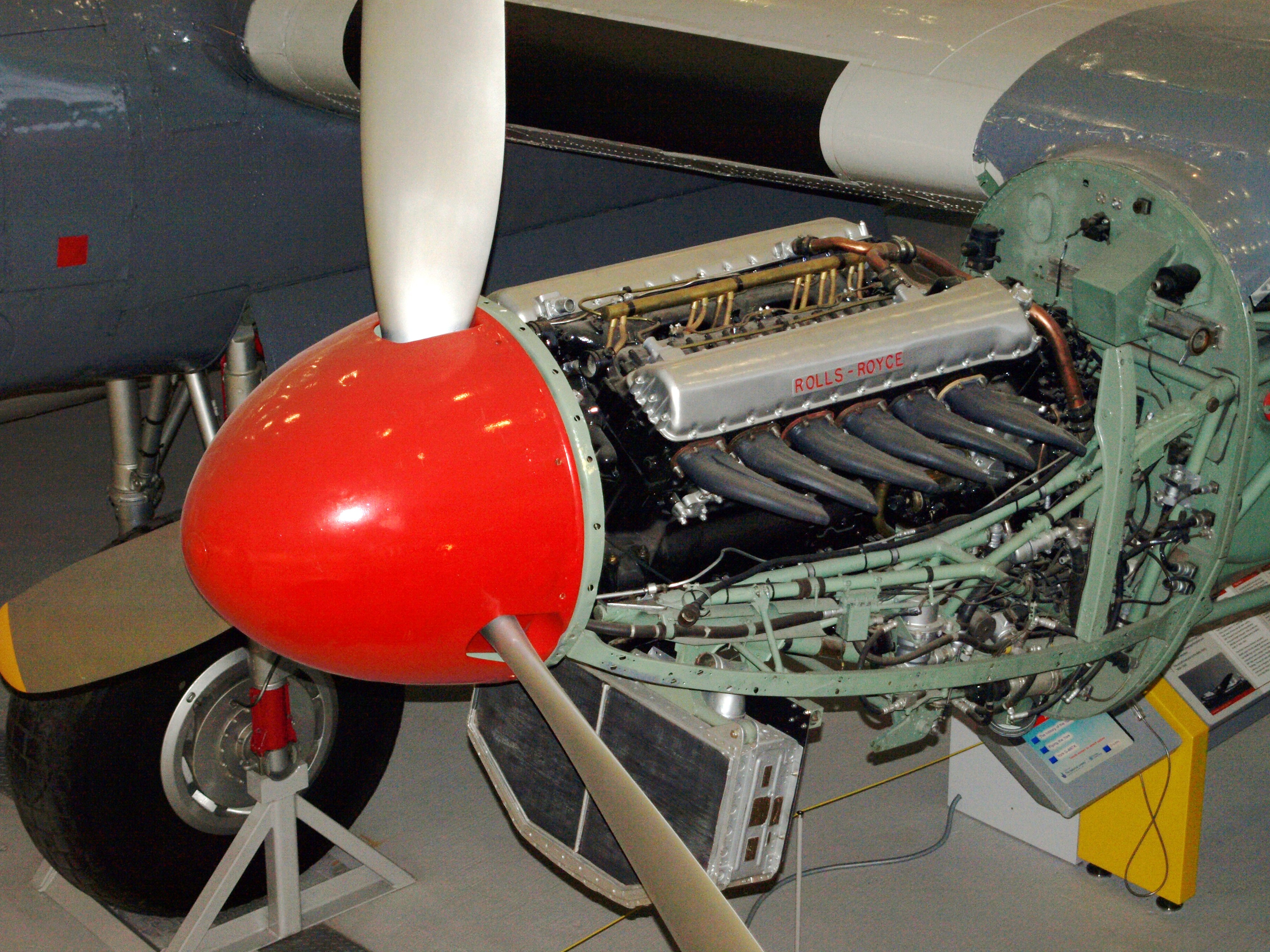
محرك رولز رويس ميرلين (Rolls-Royce Merlin) مُثبت بطريقة آمنة في طائرة من نوع أفرو يورك (Avro York)

إن محرك الطائرة هو أحد محتويات نظام دفع الهواء في أي مركبة جوية يقوم بـ توليد الطاقة الميكانيكية. وغالبًا ما تكون محركات الطائرات إما ذات كباس خفيف الوزن أو توربينات غازية. تقدم هذه المقالة نظرة عامة حول الأنواع الأساسية لمحركات الطائرات ومفاهيم التصميم المستخدمة في تطوير هذه المحركات.

## نبذة تاريخية عن محركات الطائرات

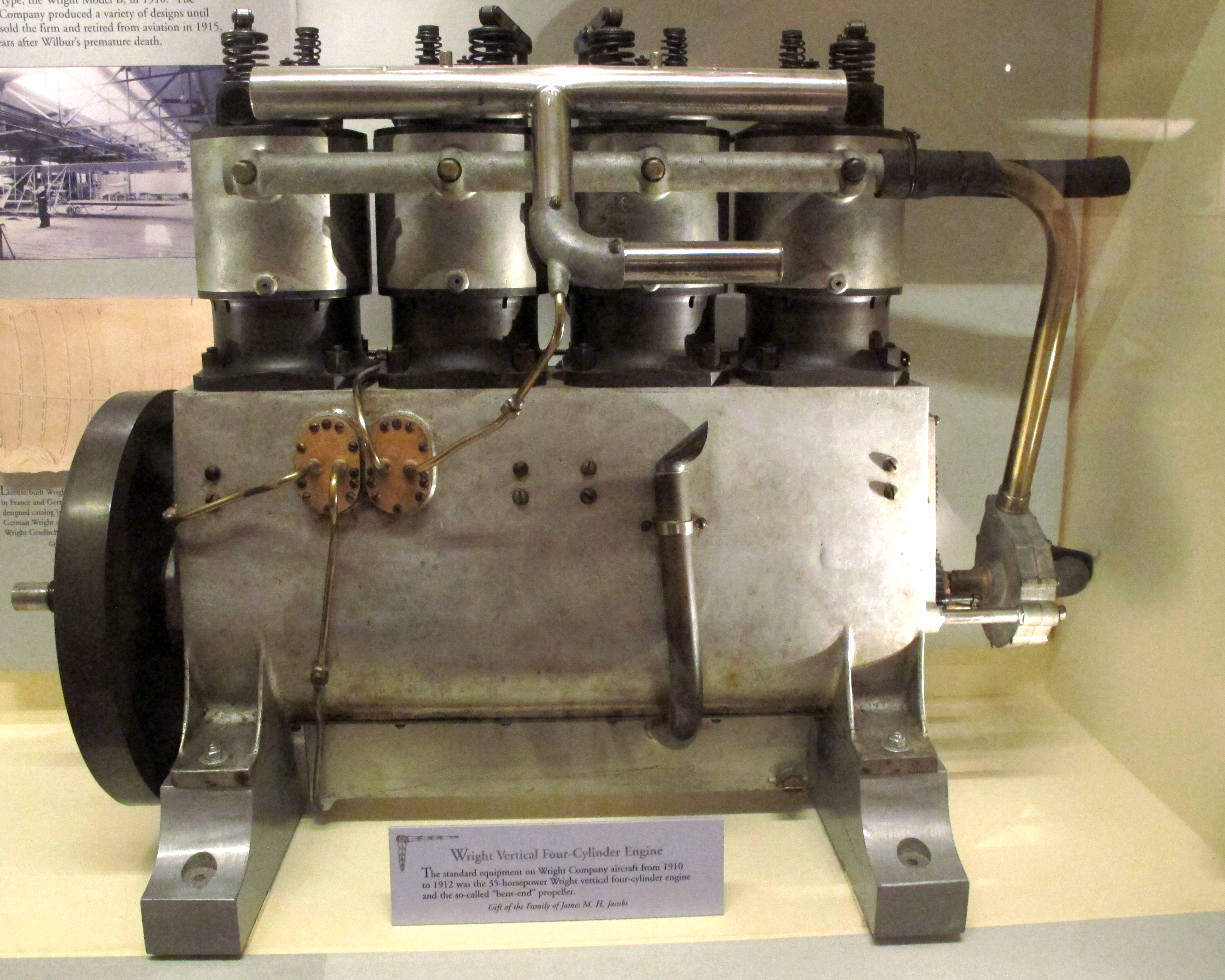
محرك عمودي ذو أربع أسطوانات من نوع رايت (Wright)

- 1848: صمم جون سترينج فيلو (John Stringfellow) محركًا بخاريًا له القدرة على تزويد أي طراز بالطاقة، على الرغم من حمولته الضئيلة.[1]
- 1903: صمم تشارلي تايلور (Charlie Taylor) محرك هوائي طولي للطائرات من نوع رايت فلاير (بقوة 12 حصانًا)
- 1903: وضع محرك مانلي بالزر (Manly-Balzer) المعايير الخاصة بـ المحركات نصف القطرية الحديثة.[2]
- 1906: أنتج ليون لفافيسور (Léon Levavasseur) محرك في 8 المبرد بالهواء الذي حقق نجاحًا كبيرًا لاستخدامه في الطائرات.
- 1908: سجل رينيه لورين (René Lorin) براءة اختراع حول تصميم المحرك النفاث.
- 1908: صمم جنوم أوميجا (Gnome Omega) أول محرك دوار في العالم، وتم إنتاج كميات منه: وفي عام 1909، تم تركيبه على طائرة من نوع فارمان 3 (Farman III)، وحصل على جائزة المحرك الذي قطع أطول مسافة جوية دون توقف في مسابقة الطيران الكبرى في مدينة رييمز، وحطم الرقم القياسي العالمي لتحمل 180 كيلومتر (110 ميل).
- 1910: تم عرض كواندا 1910، وهي طائرة تعمل بطاقة المروحة الأنبوبية، حيث أثبتت فشلها في معرض باريس للطيران.[3][4][5][6][7]
- 1914: اقترح أوجست راتيو (Auguste Rateau) استخدام الضاغط المُشُّغل بدفع العادم أو ما يعرف بـ الشاحن التوربيني لتحسين الأداء عند الطيران لارتفاعات عالية;[2] ولم يتم اعتماده بعد خضوعه للاختبارات[8]
- 1918: لجأ سانفورد ألكسندر موس (Sanford Alexander Moss) إلى فكرة راتيو وصمم أول شاحن توربيني بنجاح [2][9]
- 1926: ظهر محرك أرمسترونج سيدلي جاجوار (Armstrong Siddeley Jaguar) الرابع، وهي السلسلة الأولي من المحرك ذي الشحن الزائد المستخدم في الطائرات،[10][nb 1] وكانت محركات ذي صفين دوارين يتم تدويرهما باستخدام الشاحن الفائق الطارد.
- 1930: قدم فرانك ويتل (Frank Whittle) براءة الاختراع الأولى لـ المحرك النفاث التوربو.
- 1939: استُخدم المحرك النفاث التوربوهينكل إتش إيه إس 3 في تشغيل المركبة الجوية الألمانية إتش إيه 178.
- 1940: أُجريت أول تجربة في العالم لتشغيل محرك المروحة العنفية من تصميم جيندراسيك سي إس.
- 1944: ظهر الصاروخ ميسر شميت مي 163 كوميت، وهو أول صاروخ في العالم يقوم بمهام المركبة الجوية المقاتلة.
- 1947: ظهر صاروخ بيل أكس ون الذي يقوم بمهام المركبة الجوية المقاتلة ويتجاوز سرعة الصوت.
- 1948: استُخدم أول محرك عمود دوران توربيني بقوة 100 حصان 782، لتطوير محرك تربوميكا أرتويست (Turbomeca Artouste) الأضخم المقدر بـ 280 shp (210 kW).
- 1949: ظهرت ليدوك 010 وهي أول طائرة ركاب تعمل بـ المحرك النفاث.
- 1950: ظهر محركرولز لويس كونواي (Rolls-Royce Conway)، وهو أول محرك عنفي مروحي تم إنتاجه وعرضه في الأسواق.
- الستينيات من القرن العشرين : ظهر المحرك العنفي المروحي من نوع جنرال اليكتريك تي إف 39 حيث تميز بقوة دفع أكبر وكفاءة أفضل بكثير مما قبله.
- 2002: ظهرت النفاثة الصدمية التابعة لـ مشروع هاي شوت (HyShot) التي تحدث هبوطًا مفاجئًا.
- 2004: ظهرت هايبر أكس (Hyper-X) وهي أول نفاثة صدمية للحفاظ على الارتفاع.

## الوقود
يُنتج جميع الوقود المستخدم في الطيران بأعلى مقاييس الجودة لتجنب أي خلل يحدث في المحركات نتيجة لنوع الوقود. تفرض المعايير القياسية للطيران قيودًا أكثر صرامة حول الوقود المستخدم في المركبات الأرضية، لأن محرك الطائرة يعمل بمستوى أداء محدد بصرامة شديدة وفي ظروف متعارف عليها. تعني هذه المعايير القياسية العليا أن الوقود المستخدم في الطيران أعلى في الكلفة من الوقود المستخدم في المركبات الأرضية.
تُصمَّم محركات الطائرات (المكبسية) التبادلية بطريقة نموذجية لتشغيلها باستخدام بنزين الطيران. يتم تصنيف بنزين الطيران برقم أوكتان أعلى من البنزين (وقود) المستخدم في السيارات، مما يسمح باستخدام نسب انضغاط بطريقة أكبر، وزيادة خرج وكفاءة طاقة المحرك عند الطيران لمسافة أعلى. في الوقت الحالي، يعتبر بنزين الطيران 100LL أكثر أنواع البنزين استخدامًا، حيث يشير المسمى إلى رقم الأوكتان (100 أوكتان)
يُضاف بنزين الطيران إلى رابع إيثل الرصاص (TEL) للوصول إلى أرقام أوكتان عالية، من ناحية أخرى يُحظر استخدام هذه الطريقة في البنزين المستخدم في المركبات الأرضية. وقد كان لمنظمات الطيارين السبق في إجراء أبحاث لإيجاد أنواع وقود بديلة لطائرات الطيران العام، بسبب الانخفاض في احتياطي رابع إثيل الرصاص وقيود قوانين البيئة.
تحرق المحركات التوربينية ومحركات المركبات الجوية الديزل أنواعًا مختلفة من وقود النفاثة. يعتبر وقود النفاثة أحد مشتقات النفط الثقيلة والأقل انفجارًا والقائمة على الكيروسين بطريقة نسبية، ولكنه يخضع للقيود الصارمة المفروضة على المعايير القياسية للطيران، وما يطرأ عليها من زيادات.

## محركات التدوير

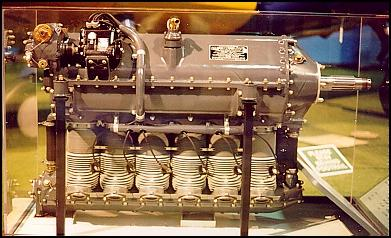
محرك من نوع رانجر إل 440 (Ranger L-440)، وهو محرك طولي مبرد بالهواء ذو ست أسطوانات يستخدم في المركبات الجوية من نوع فيرتشايلد بي تي 19

### المحرك الطولي
يحتوي هذا النوع من المحركات على أسطوانات مصطفة في صف واحد. على الرغم من أنها تحتوي على عدد زوجي من الأسطوانات المثبتة بطريقة نموذجية، إلا أنه يوجد بعض أنواع من هذه المحركات تحتوي على خمس أو ست أسطوانات. يتميز المحرك المستقيم بميزة كبيرة، ألا وهي تسهيل تصميم المنطقة الأمامية الضيقة المنخفضة المقاومة في الطائرة. إذا ثُبت العمود المرفقي للمحرك فوق الأسطوانة، فمن ثم تعرف هذه الطريقة بالمحرك المستقيم المعكوس، حيث يساعد في تركيب المروحة الدافعة في مسافة بعيدة عن الأرض حتى في وجود عجلات الهبوط القصيرة. من ضمن عيوب المحرك المستقيم ضعف نسبة القدرة على الوزن، لأن علبة المرفق والعمود المرفقي بتصميم طويل وثقيل. يعمل المحرك المستقيم بمبرد بالهواء أو مبرد بسائل، ولكن المبرد بالسائل هو الأكثر استخدامًا، بسبب صعوبة الحصول على القدر الكافي من تدفق الهواء مباشرة لتبريد الأسطوانة المثبتة في الخلف. كانت تستخدم المركبات الجوية البدائية المحركات الطولية، بما في ذلك المركبة الجوية رايت فلاير، وهي أول مركبة جوية تقوم برحلة طيران عن طريق التحكم في طاقتها. إضافة إلى ذلك، لم تلبث عيوب التصميم المتأصلة إلا واتضحت، مما أدى إلى عدم استخدام المحرك الطولي، حيث أصبح استخدامه في الطيران الحديث شيءًا نادرًا.

### المحرك الدوار

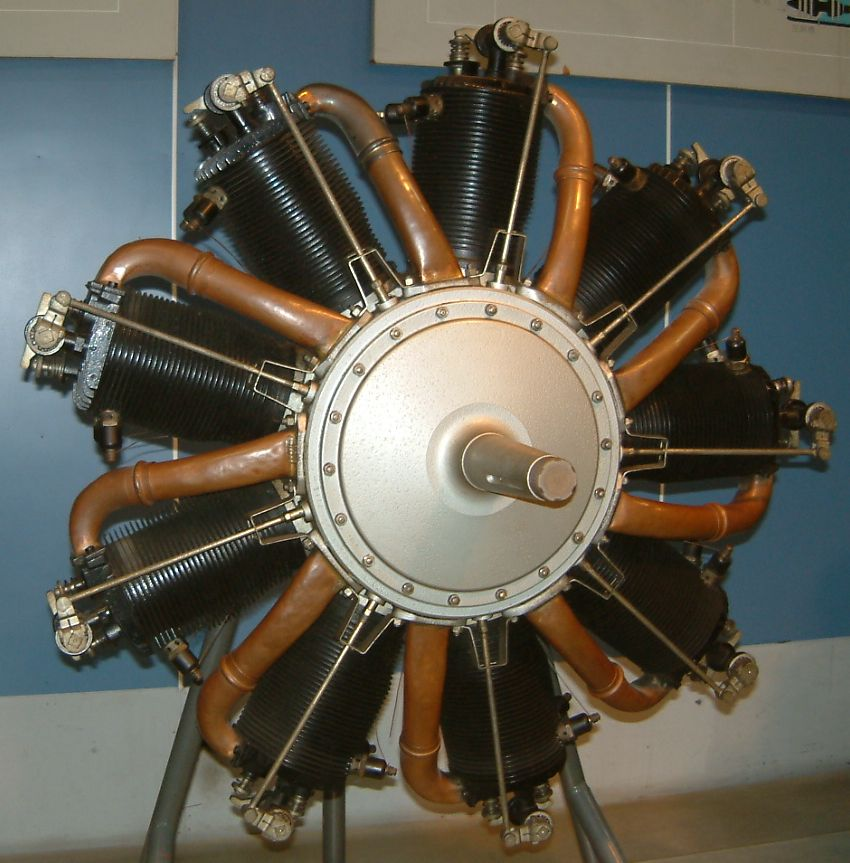
محرك طائرة دوار من نوع لي رون 9 سي

أثناء الحرب العالمية الأولي، منذ القدم عندما استُخدمت الطائرات لأول مرة في العمليات العسكرية، كانت المحركات المستقيمة الموجودة حينئذ ثقيلة جدًا مقارنة بحجم الطاقة اللازمة. وقد بحث مصممو المركبات الجوية عن محرك خفيف الوزن وذو قوة عالية ورخيص الثمن وسهل التصنيع لإنتاج كميات كبيرة منه. وقد لبى المحرك الدوار هذه المطالب. تحتوي المحركات الدوارة على أسطوانات دائرية الشكل مثبتة حول علبة المرفق كما هو الحال في المحرك الدائري الأسطوانات (انظر أدناه)، ولكن الاختلاف الوحيد بينهم هو أن العمود المرفقي مثبت في هيكل المركبة الجوية، والمروحة الدافعة مثبتة في صندوق المحرك. يدور المحرك بأكمله مع المروحة الدافعة، مما يبث تدفق العديد من الهواء للقيام بعملية التبريد باستثناء سرعة المركبة الجوية الأمامية. كانت تُصمم بعض هذه المحركات على نظام محرك ذي شوطين، مما يولد قدرة نوعية ونسبة قدرة على الوزن بدرجة كبيرة. لسوء الحظ، حدت تأثيرات الجيروسكوب الشديدة النابعة من المحرك الدوار الثقيل من قدرة المركبة الجوية على الطيران. واستهلكت أيضًا المحركات كميات كبيرة من زيت الخروع، حيث كان يُرش الزيت حول هيكل المركبة الجوية مما يتسبب في خروج دخان يصيب الطيارين بالغثيان.
كان مصممو المحرك دائمًا على دراية بالعديد من مشكلات المحرك الدوار. وقد بدأ العدد التنازلي لنهاية المحرك الدوار، عندما اكتسبت المحركات ذات التصميم الثابت ثقة الجميع، نظرًا لوزنها الخاص واستهلاكها للوقود بطريقة أفضل.

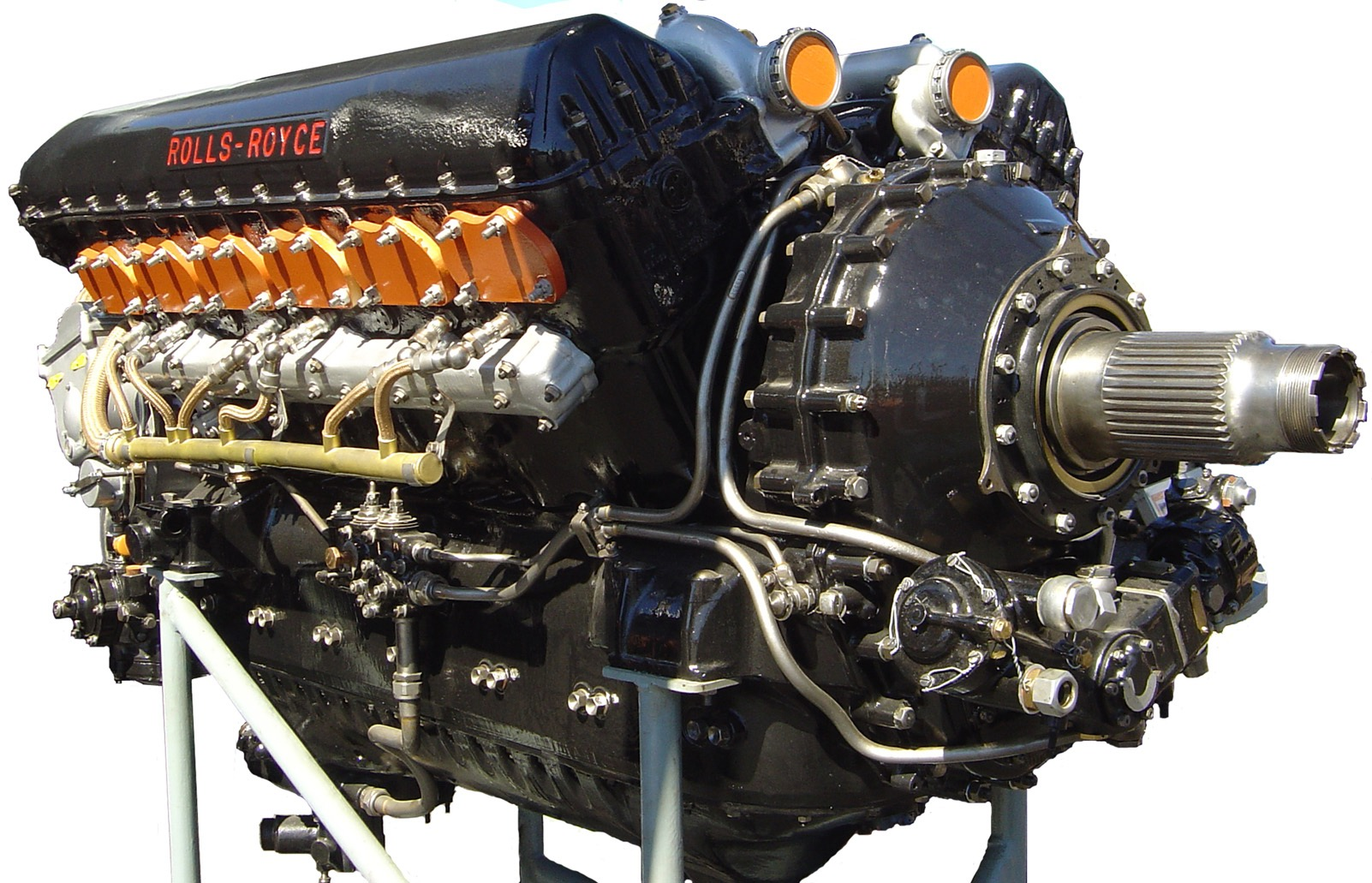
محرك من نوع رولز رويس ميرلين في 12

### المحرك من نوع في V
تُنظَّم أسطوانات هذا المحرك على هيئة صفوف مستقيمة، وتبعد كل أسطوانة عن الأخرى مسافة 30-60 درجة. تحتوي أغلب أنواع المحركات على مبرد المياه. يوفر المحرك المُصمم على نوع في نسبة القدرة على الوزن بدرجة أكبر من المحرك المستقيم، إضافة إلى خاصية تصميم المنطقة الأمامية الصغيرة. على الرغم من أن أشهر أنواع المحركات لهذا التصميم هو المحرك رولز رويس ميرلين، ذو القدرة على استيعاب 27 لترًا (1649 في3) محرك في 12 ذي 60 درجة، إلا أن هناك محرك سبتفايرز الذي كان له دور بارز في معركة بريطانيا.

### المحرك نصف القطري

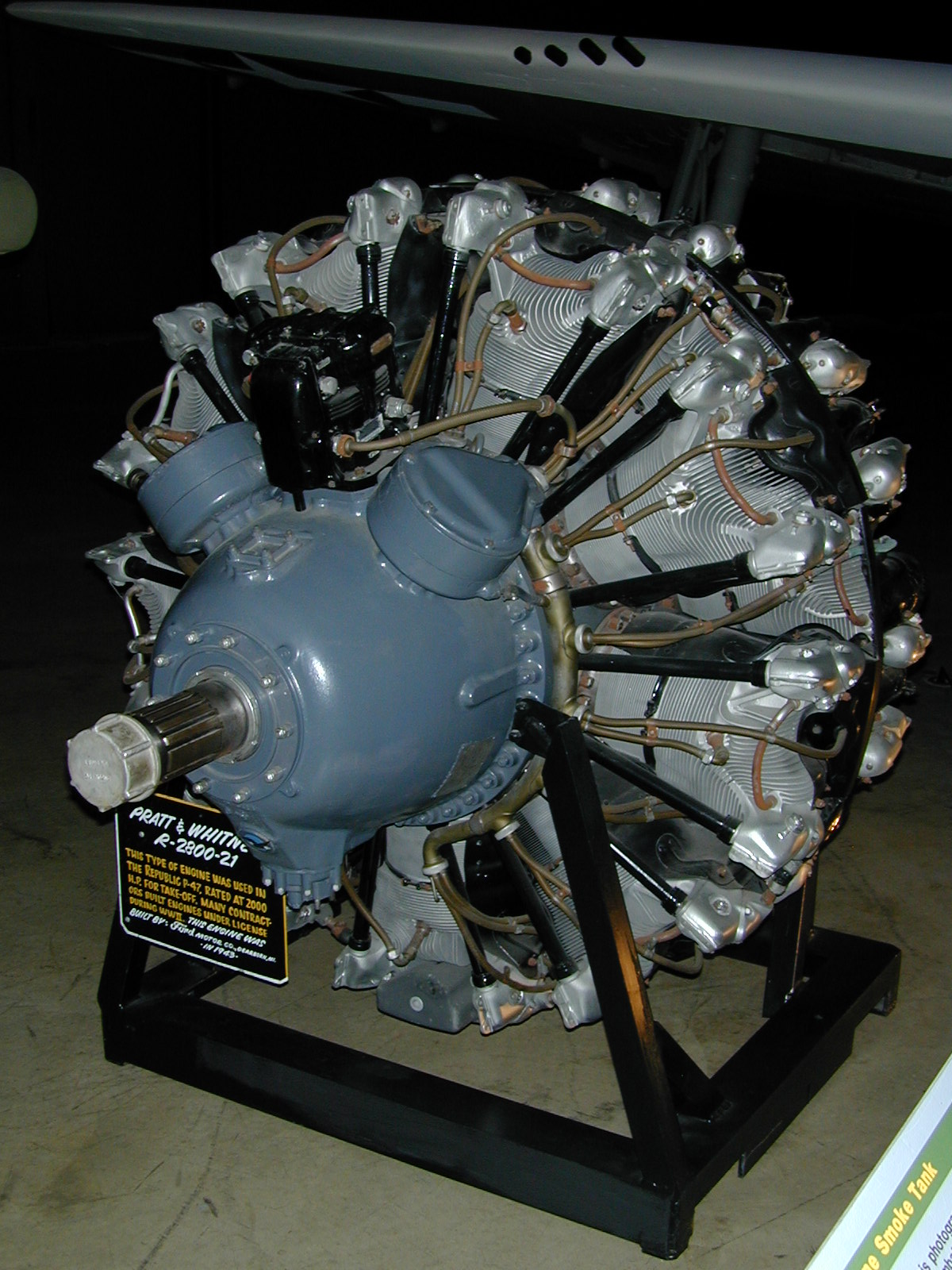
محرك من نوع برات آند ويتني آر 2800

يحتوي هذا المحرك على صفين أو أكثر من الأسطوانات منظمة في شكل دائري حول علبة المرفق المثبتة في الوسط. يجب أن يحتوي كل صف على عدد فردي من الأسطوانات لضمان العمل بكفاءة. لا يحتوي المحرك الدائري الأسطوانات إلا على عمود إدارة واحد في كل صف وعلى علبة مرفق صغيرة نسبيًا، مما يتسبب في الوصول إلى نسبة القدرة على الوزن المرغوب فيها. بسبب كشف ترتيب الأسطوانات لكمية الحرارة الكبيرة التي يضخها المحرك على الأسطح المتسببة في الهواء والرغبة في إلغاء القوى الترددية، فإن المحركات نصف القطرية تقوم بالتبريد بانتظام والعمل بسلاسة.
قد يتراكم الزيت على الأسطوانات السفلى المثبتة تحت علبة المرفق، عند توقف المحرك لفترة طويلة. قد يتعرض المحرك لأضرار خطيرة يتسبب فيها القفل الهيدروستاتيكي، في حالة عدم تنظيف الأسطوانات من الزيوت المتراكمة حولها قبل بدء تشغيله.
في تصميمات الطائرات العسكرية، يستغل الطيار المنطقة الأمامية الكبيرة للمحرك كذراع إضافي. وتُظهر المنطقة الأمامية الكبيرة في الطائرة في شكل صورة بيانية ممسوحة وديناميكا هوائية غير فعالة.

### محرك متقابل الأسطوانات

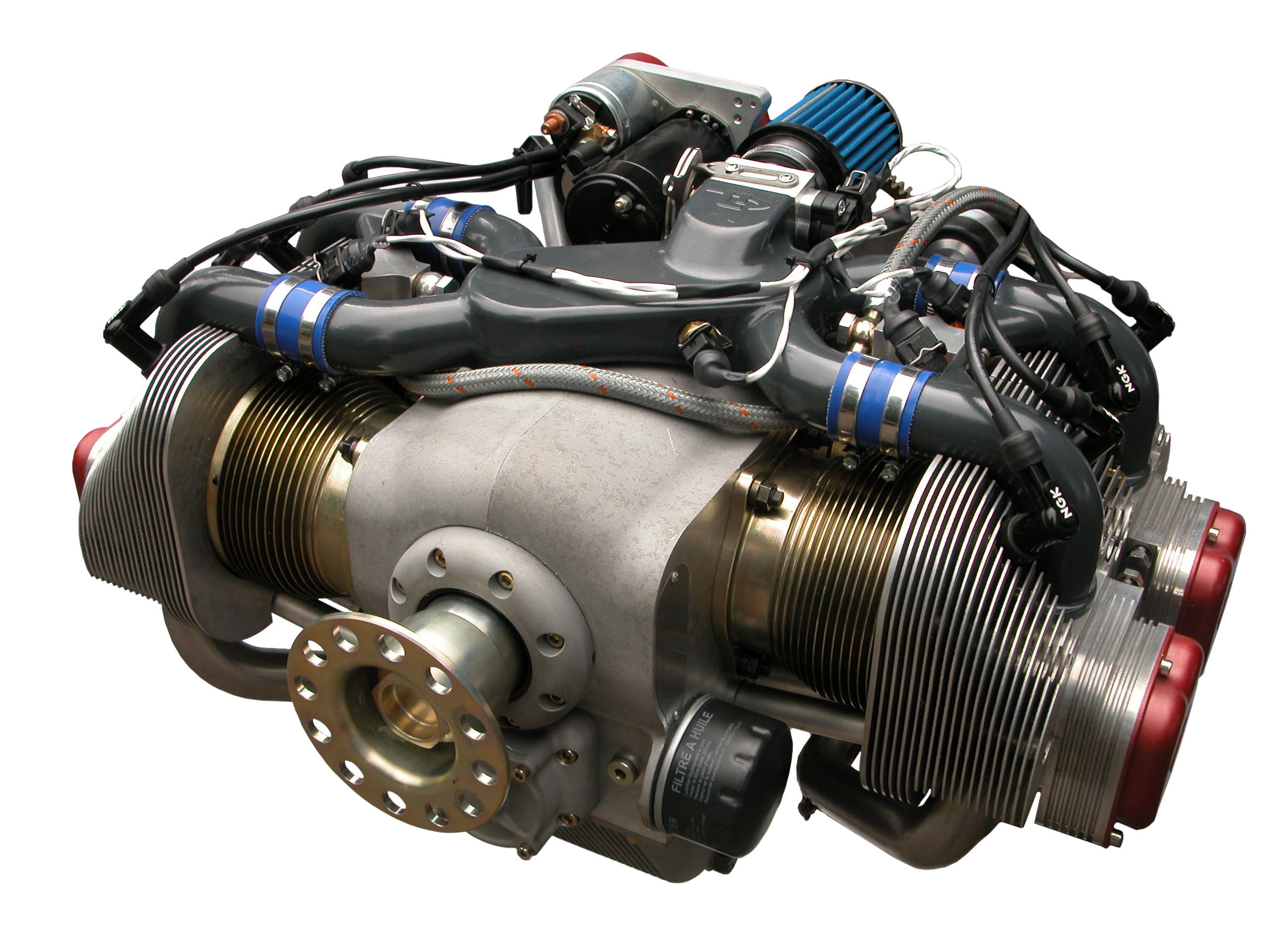
محرك جوي ULPower UL260i

يسمى أيضًا المحرك المتقابل الأسطوانات بالمحرك ذي الكباسات الأفقية أو المحرك المسطح، حيث يحتوي على صفين من الأسطوانات على الجوانب المعاكسة لعلبة المرفق المثبتة في الوسط. يعمل المحرك بمبرد بالهواء أو مبرد بسائل، ولكن المبرد بالهواء هي الأكثر استخدامًا. تُثبت المحركات المتقابلة الأسطوانات مع العمود المرفقي أفقيًا في المركبات الجوية، وقد تُثبت مع العمود المرفقي رأسيًا في المروحيات. هناك احتمالية في توقف القوى الترددية، نتيجة لتصميم الأسطوانة، مما ينتج عن سهولة في تشغيل المحرك. على خلاف المحرك نصف القطري، لا تعوق المحركات المتقابلة الأسطوانات أي مشاكل حول القفل الهيدروستاتيكي.[بحاجة لمصدر]
على النقيض من ذلك، حتى هذا الوقت، تعتبر المحركات المكبسية بالمبرد بالهواء ذات الأربع والست أسطوانات هي أكثر أنواع المحركات استخدامًا في مركبات الطيران العام الجوية حيث يتطلب 400 horsepower (300 kW) لكل محرك. في أغلب الأحيان تُشغل المركبة الجوية التي تتطلب ما يزيد عن 400 horsepower (300 kW) لكل محرك بواسطة المحركات التوربينية.

### محرك المروحة العنفية

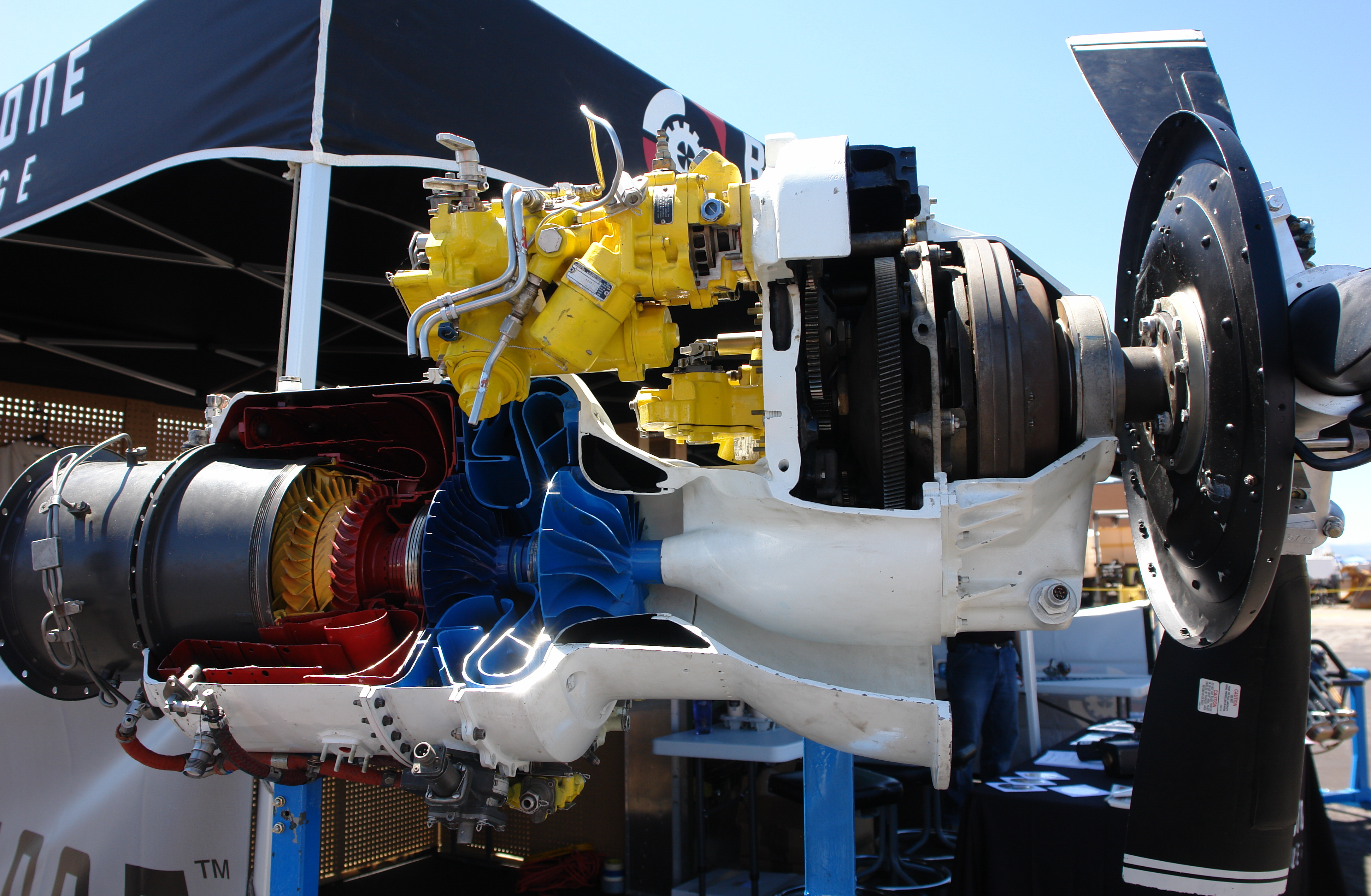
محرك مروحة عنفية ذو شكل منفرج من نوع جاريت تي بي إيه 331 وعلبة التروس أمام المحرك

على الرغم من أن المقاتلات العسكرية تحتاج إلى سرعة عالية، فقد لا يستلزم ذلك في المركبات الجوية المدنية. فيرغب مصممي المركبات الجوية المدنية في الاستفادة من القوة العالية وقلة الأعطال من خلال استخدامهم لالعنفية الغازية. وقد ولد ذلك فكرة تركيب المحرك العنفي بجانب المروحة الدافعة التقليدية. نتيجة للسرعة العالية المثالية للتوربينات الغازية، فقد تم إضفاء ميزة على محرك المروحة العنفية، ألا وهي صندوق التروس لتخفيض سرعة عمود الدفع وبذلك لا توجد إمكانية لإعاقة ضربات المروحة الدافعة لهذه السرعات الأسرع من الصوت. وفي كثير من الأحيان، تنفصل التوربينات الموجهة للمروحة الدافعة عن باقي العناصر الدوارة وبذلك يمكنها الدوران بحرية وبسرعتها الطبيعية المثالية (المشار إليه بالمحرك التوربيني الحر). تعمل محركات المروحة العنفية بكفاءة عالية عند تشغيلها في مجال سرعات الطيران المصممة من أجلها، حيث إن سرعتها في الغالب تتراوح من 200 إلى 400 ميل في الساعة (من 320 إلى 640 كم في الساعة).

### محرك عمود الدوران التوربيني

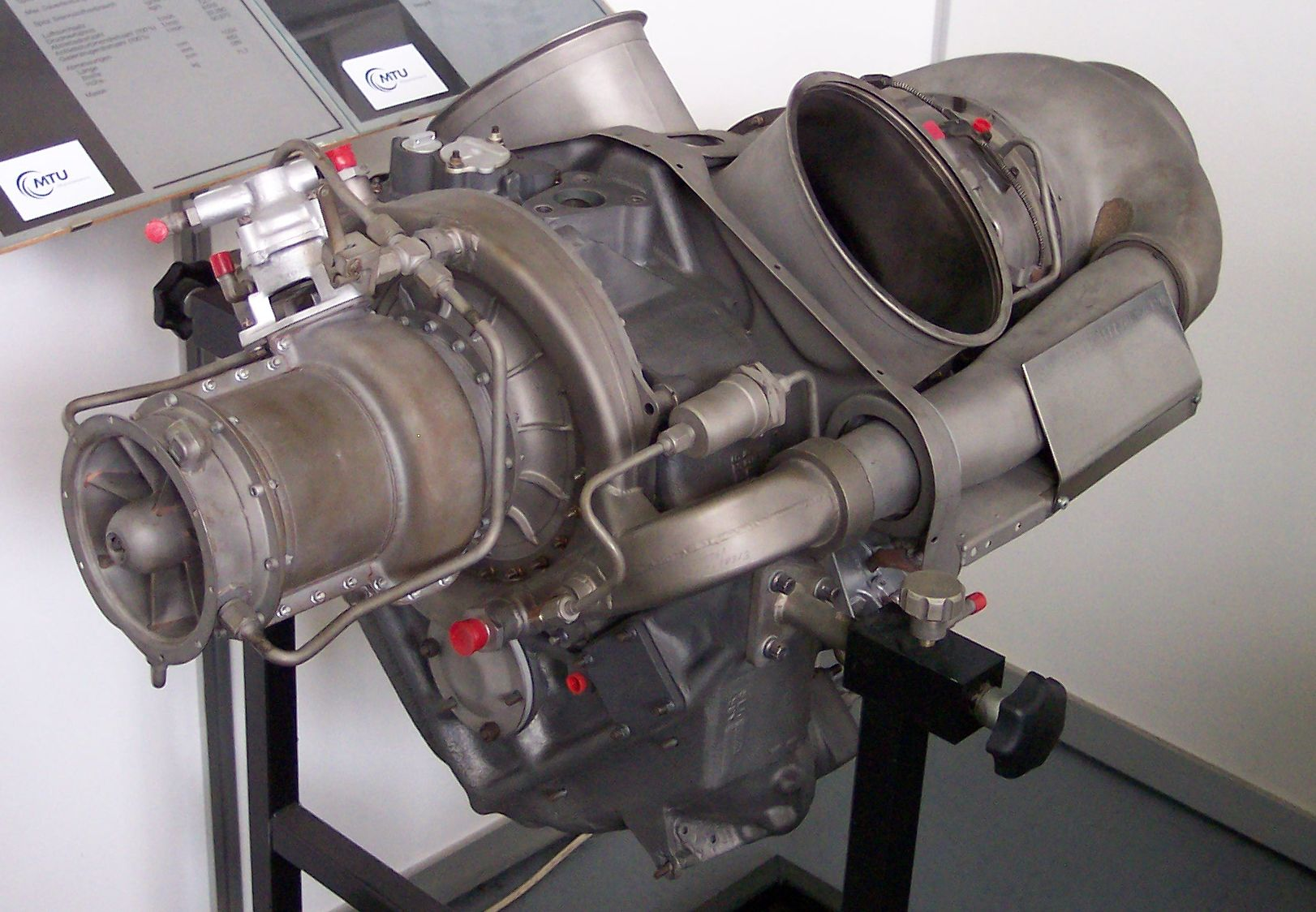
أليسون موديل 250 محرك عمود دوران توربيني شائع الاستخدام في أنواع عديدة من المروحيّات

تتركز استخدامات محركات أعمدة الدوران التوربيني في المروحيات ووحدات الطاقة المساعدة. ويتشابه محرك عمود الدوران التوربيني إلى حد بعيد مع محرك المروحة العنفية بفارق جوهري ألا وهو: في محرك المروحة العنفية تكون المروحة الدافعة مدعومة بالمحرك والمحرك مربوط بـهيكل الطائرة. أما في محرك عمود الدوران التوربيني، لا يقدم المحرك أي دعم مادي مباشر لدوار المروحية. ويكون الدوار متصلاً بجهاز نقل الحركة الذي يكون مربوطًا بهيكل الطائرة، وينقل المحرك الإرسال بسهولة عبر عمود دوّار. ويرى البعض أنه ليس ثمة فرق يذكر بينهما حيث تصنع بعض شركات الطيران المحركين بناءً على التصميم ذاته.

## المحركات النفاثة
الجزء الرئيس في المحرك النفاث هو فوهة الانفلات. وهو ذلك الجزء الذي ينتج القوة الدافعة في الطائرة؛ حيث تتسارع تيارات الهواء الساخن من المحرك عند خروجها من الفوهة منتجة قوة دفع إضافة إلى الضغط المتولد داخل المحرك حيث يزداد بسبب ضيق الفوهة فيندفع الهواء خارج الطائرة.
وأكثر أنواع محركات الدفع شيوعًا المحركات النفاثة التوربينية والمحركات العنفية المروحية والمحركات الصاروخية. وتستخدم أنواع أخرى مثل المحركات النفاثة النبضية والمحركات النفاثة الصدمية والمحركات النفاثة الحفص صدمية والمحركات ذات الانفجار النبضي.

### المحركات النفّاثة التوربينية

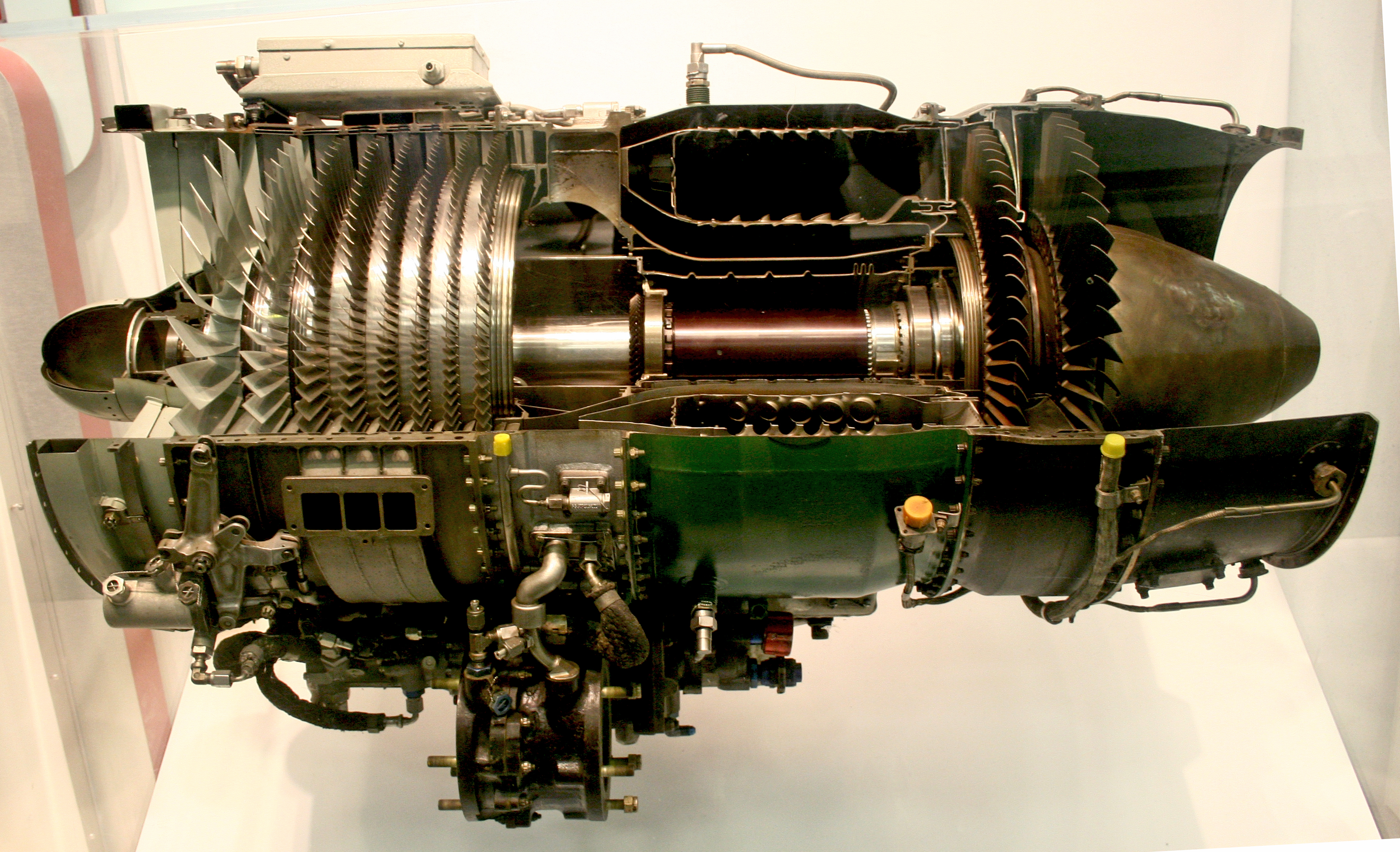
محرك نفاث توربيني جنرال إليكتريك J85 من النوع -GE-17A. وهذا المقطع يبين بوضوح الطبقات الثماني المكون منها الضاغط المحوري في الأمام (الجانب الأيسر من الصورة) وحجرة الاحتراق في الوسط وطبقتي التوربينات في مؤخرة المحرك.

والمحركات النفاثة التوربينية هي نوع من المحركات التوربينية الغازية الذي طُوّر أساسًا ليلائم الطائرات المقاتلة أثناء الحرب العالمية الثانية. والمحرك النفاث التوربيني هو أبسط أنواع التوربينات الغازية في الطائرات. ويشتمل على ضاغط يجذب الهواء إلى الداخل ويضغطه، وجزء الاحتراق الذي يمد بالوقود ويحرقه، وواحدة أو أكثر من العنفيات التي تستخلص الطاقة من غازات العادم المتضخمة فيدور الضاغط، وفوهة عادم تسرّع من خروج الانبعاثات من الجزء الخلفي من المحرك فتنتج قوة دفع. وفي بداية ظهور المحركات النفاثة التوربينية كانت السرعة القصوى للطائرات المقاتلة المزودة بهذه المحركات لاتقل عن 100 ميل في الساعة أي أسرع من الطائرات ذات المحرك المكبسي المنافسة لها. البساطة النسبية لتصميمات المحركات النفاثة جعلتها في صدارة الإنتاج في زمن الحرب.[بحاجة لمصدر] وفي سنوات ما بعد الحرب ظهرت عيوبها تدريجيًا حتى صارت جليّة. والسرعات الأقل من 2 ماخ للمحركات النفاثة التوربينية يعيبها عدم كفاءة الوقود والكم الهائل من الضجيج الناتج عنها. والتصميمات الحديثة تستجيب هي الأخرى ببطء شديد للتغيرات في الطاقة، وهذه الحقيقة هي التي صدمت كثير من الطيارين المحنكين حينما حاولوا الانتقال إلى الطائرات النّفّاثة. وفي نهاية الأمر أدت هذه العوائق إلى سقوط المحركات النفاثة التوربينية الخالصة، ولا تزال تنتج منها أنواع تُعدّ على أصابع اليد. وكانت الطائرة كونكورد آخر الطيارات النظامية استخدامًا للمحركات النفاثة التوربينية؛ حيث ساهمت سرعتها الجوية ماخ 2 في رفع كفاءة محركها.

### المحركات العنفية المروحية

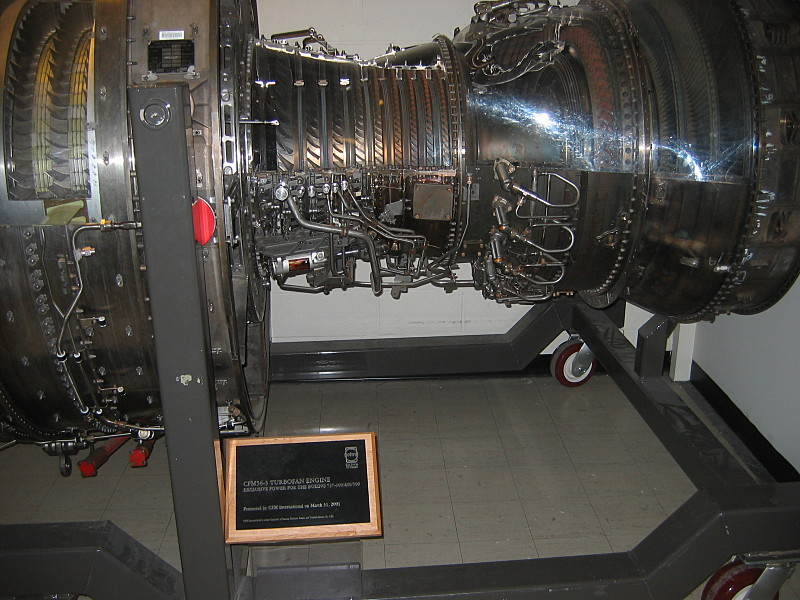
مقطع لمحرك عنفي مروحي من النوع CFM56-3

تتشابه المحركات العنفية المروحية إلى حد بعيد مع المحركات النفاثة التوربينية، ولكنها تتميز بمروحة ضخمة في المقدمة تزود الطائرة بقوة دفع قريبة الشبه بقوة المروحة الدافعة الأنبوبية، مما يؤدي إلى تحسين كفاءة الوقود. ورغم أن المروحة تشبه المروحة الدافعة في قوة الدفع الناتجة، يحررها الأنبوب المحيط من العديد من التقييدات التي تقلل من أداء المحركات الدافعة. وهذه العملية أثبتت كفاءتها في توليد قوة الدفع ولها ما يميزها عن مجرد استخدام فوهة النفّاثة وحدها، وأثبتت المحركات العنفية المروحية كفاءتها عن المراوح الدافعة في مجموعة سرعات المركبات الجوية القريبة من سرعة الصوت، ويمكن تشغيلها في المركبات الجوية الأسرع من الصوت. ودائمًا ما تزود المحركات العنفية المروحية بطبقات عنف إضافية تساعد في دوران المروحة. وكانت المحركات العنفية المروحية من أوائل المحركات التي يستعمل فيها لفيفات متعددة؛ أعمدة دوران متراكزة حرة الدوران بسرعتها لتسمح للمحرك بالاستجابة أسرع وأسرع لمتطلبات الطاقة المتغيرة. وتنقسم المحركات العنفية المروحية تقريبًا إلى محركات منخفضة الدوران ومحركات عالية الدوران. ويندفع الهواء الجانبي خلال المروحة، ولكنه يدور حول قلب النفاثة دون أن يختلط بالوقود والاحتراق. ونسبة هذا الهواء إلى كمية الهواء المتدفق خلال قلب المحرك هي ما يسمى بنسبة التجاوز. وتفضل المحركات المنخفضة الدوران في التطبيقات العسكرية مثل الطائرات المقاتلة، وسبب ذلك زيادة نسبة الدفع إلى الوزن، بينما تفضل المحركات المرتفعة الدوران في الاستخدامات المدنية لكفاءتها الجيدة للوقود وانخفاض الضوضاء فيها. ومعروف أن المحركات العنفية المروحية المرتفعة الدوران تزداد كفاءتها عندما تسافر المركبة الجوية بسرعة 500 إلى 550 ميلاً في الساعة (800 إلى 885 كم/س) وهي سرعة التطواف لأغلب الطائرات النظامية الكبيرة. وقد تصير سرعة المحركات العنفية المروحية المنخفضة الدوران أسرع من الصوت رغم أنه عادة ما تصل إليها عندما تضاف حراقات لاحقة.

### المحركات الصاروخية

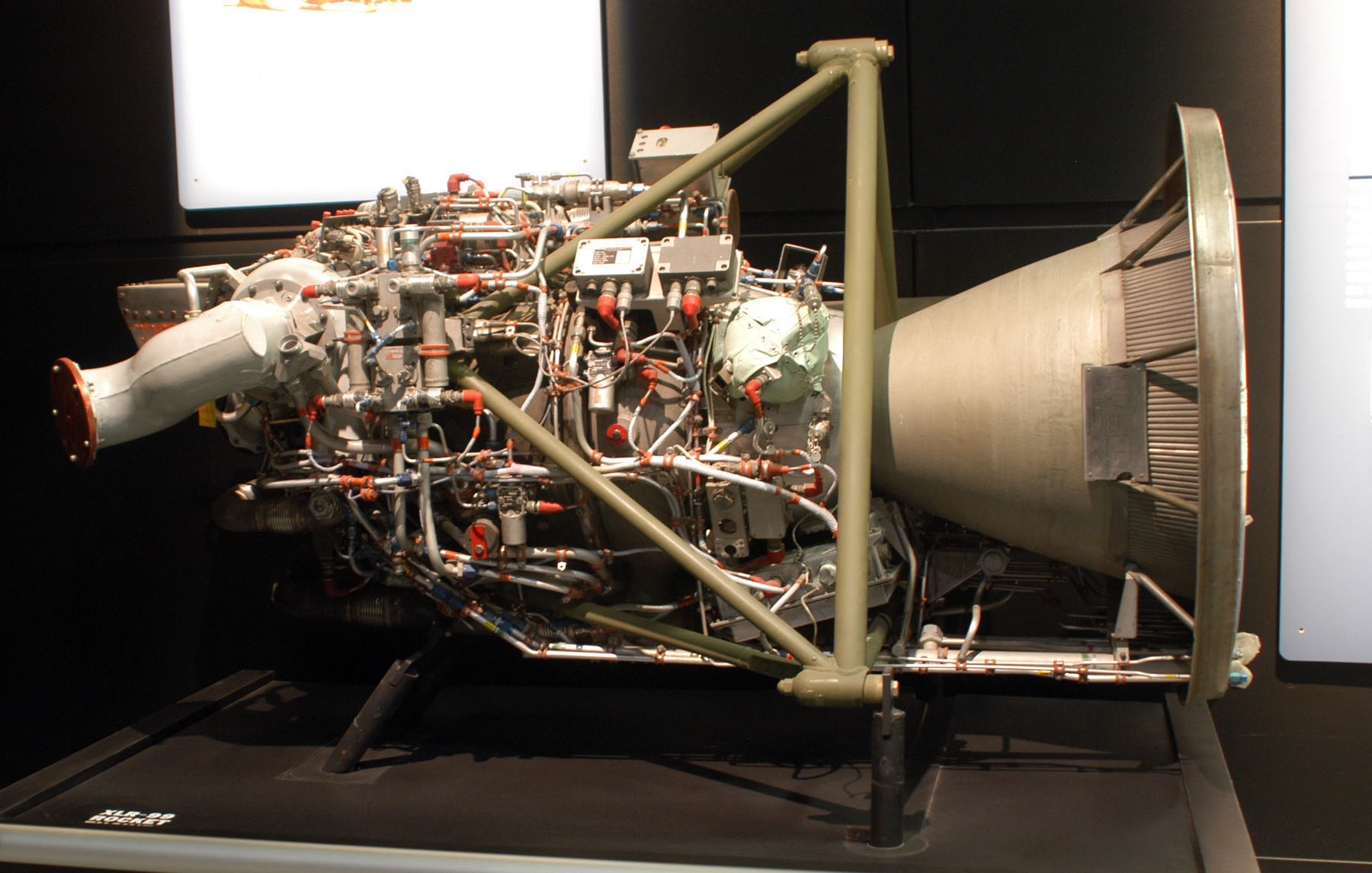
محرك XLR99

هناك عدد قليل من الطائرات التي تستخدم المحركات الصاروخية كمصدر رئيسي للدفع أو للتحكم في الوضع، ولا سيما طائرة بيل X-1 وطائرة نورث أمريكان X-15.
ويرجع عدم استخدام المحركات الصاروخية في أغلب المركبات الجوية إلى ضعف كفاءة الطاقة والدفع لها إلا في السرعات العالية، ولكن هذه المحركات وُظفت ليستعان بها في الاندفاعات القصيرة للسرعة وعند الإقلاع.
والمحركات الصاروخية تمتاز بكفاءة عالية في السرعات الفائقة فقط، ولكن يُستفاد منها في إنتاج كميات هائلة من الدفع بجانب وزنها الخفيف.

## أحدث أنواع المحركات

### محرك وانكل

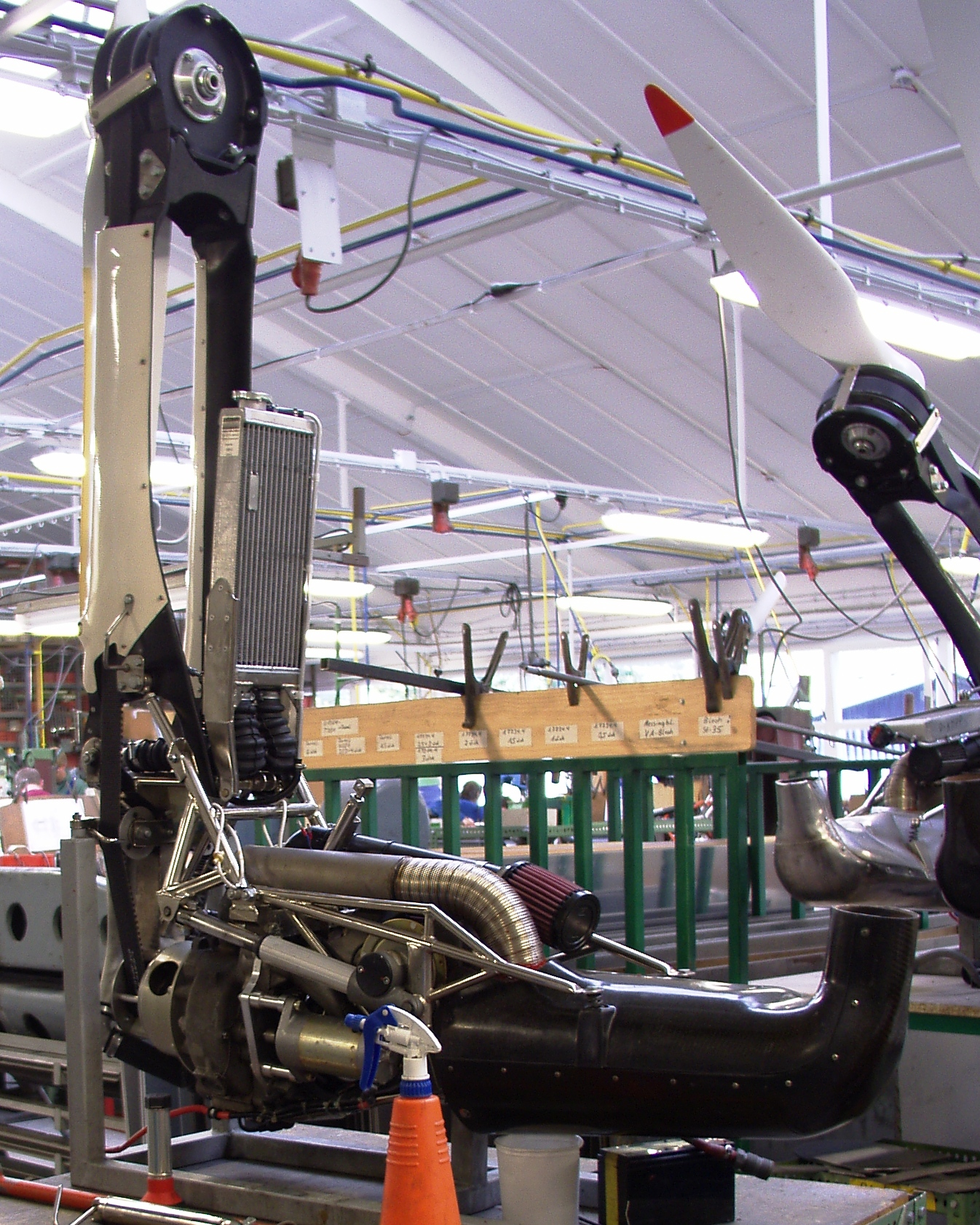
محطة طاقة لمحرك شليشر ASH 26 الشراعية والذاتية الإطلاق بعد إزالتها من على الطائرة وتركيبه على منصة اختبار لتجرى له عملية الصيانة، وذلك في شركة ألكساندر شليشر Alexander Schleicher GmbH & Co في مدينة بوبينهاوزن في ألمانيا. عكس اتجاه عقارب الساعة أعلى اليسار: صرة مروحة وسارية بدليل سير ورادياتير ومحرك فانكل وغطاء خافض الصوت.

ومحرك فانكل الدوار هو الآخر من التصميمات الواعدة في مجال المركبات الجوية. ويبلغ محرك فانكل نصف وزن وحجم المحرك المتردد الرباعي الأشواط الذي يساويه في القدرة الناتجة ويقل عنه كثيرًا في التعقيد. وتحوز نسبة الطاقة إلى الوزن أهمية بالغة في استعمالات المركبات الجوية، وهذا بدوره يجعل من محرك فانكل خيارًا جيدًا. ويصنّع المحرك دائمًا بإطار من الألومنيوم ودوّار من الفولاذ؛ حيث يتمدد الألومنيوم أسرع من الفولاذ عند التسخين فلا يلتصق المحرك عند زيادة التسخين بخلاف المحرك المتردد. وهذا الأمر من عوامل الأمان المهمة عند الطيران. وأصبح تطور هذه التصميمات ملحوظًا بعد الحرب العالمية الثانية، في حين توجهت صناعة الطائرات إلى المحركات العنفية. وُيعتقد أن المحرك النفاث التوربيني أو محرك المروحة العنفية قد يشغل كل المركبات الجوية بجميع تصميماتها من أكبرها إلى أصغرها. ولم يجد محرك فانكل تطبيقات كثيرة له في المركبات الجوية، ولكنه وجد رواجًا في شركة مازدا في خطوط تصنيع السيارات الرياضية المشهورة. ومؤخرًا أدخلت تحسينات على هذا المحرك ليستخدم في الطائرات الشراعية حيث إنها تحتاج إلى معايير خاصة من صغر الحجم وخفة الوزن وانخفاض الاهتزازت.
وأصبحت محركات فانكل ذات شهرة متزايدة في الطائرات التجريبية التي يصنعها الهواة بسبب عدد من العوامل. وفي الغالب تكون محركات لسيارات مازدا 12A أو 13B فتنزع منها وتتحول لاستخدامها في أغراض الطيران. ويوفر هذا بديلاً لمحركات المركبات الجوية الموثقة دون أدنى تكلفة وبطاقة تتراوح ما بين 100 إلى 300 horsepower (220 kW) بتكلفة لا تذكر إذا ما قورنت بالمحركات التقليدية. وجرت هذه التحويلات في أوائل سبعينيات القرن العشرين، فركبت هذه المحركات على مئات بل آلاف الطائرات، وبتاريخ 10 ديسمبر عام 2006، كان لدى المجلس الوطني لسلامة النقل سبعة تقارير بحوادث لطائرات تعمل بمحركات مازدا، ولم يثبت أن العطل في أي من هذه الحوادث نتج عن خلل في التصميم أو التصنيع. وفي الحيز الزمني نفسه، وصلهم تقارير بعشرات الآلاف من حالات انكسار العمود المرفقي أو ذراع التوصيل أو ارتخاء الكباسات وغيرها من الحوادث التي تنجم عن مكونات أخرى لا توجد في محركات فانكل. ويُطلق المتحمسون للمحركات الدوارة على الطائرات ذات المحرك المكبسي اسم "المحركات الترددية العتيقة Reciprosaurs"، ويوضحون أن تصميماتهم لم يجر تعديلها منذ ثلاثينيات القرن العشرين، ومع ذلك لا تجد بينهما فارقًا إلا فروقات ضئيلة في عمليات التصنيع وتغير في إزاحة المحرك.

### محرك الديزل
محرك الديزل هو تصميم آخر للمحرك الذي فحص للاستخدام في الطيران. وبصفة عامة، يمكن تشغيل محركات الديزل لمسافات طويلة من الزمن وبثقة أكبر وكفائة أكثر في إعدادات الطاقة المتوسطة - وهذا هو السبب في استخدامها على نطاق واسع مثل استخدامها في الشاحنات. وكانت هناك عدة محاولات لإنتاج محركات ديزل للمركبة الجوية في ثلاثينيات القرن العشرين، ولكن الآن لا ترقى هذه المحركات لتناسب معدلات ضغط التي تعلو بكثير عن المستخدمة في تلك التصميمات. وتوجد لديها بصفة عامة نسبة ضعيفة من القدرة على تحمل الوزن ولذا فهي غير شائعة، ولكن، على سبيل المثال، محرك الديزل الشعاعي كليرجيت 14إف Clerget 14F Diesel (1939) لديه القدرة نفسها على تحمل الوزن مثل البنزين الشعاعي. وتؤدي التحسينات في تكنولوجيا الديزل في السيارات (إلى أن تصبح نسبة القدرة على تحمل الوزن أفضل بكثير)، وأن يكون الديزل أكثر كفاءة من الوقود  - خصوصًا عند المقارنة مع تصميمات محركات البنزين القديمة التي تستخدم حاليًا في المركبة الجوية الخفيفة  - والضرائب المرتفعة نسبيًا لبنزين الطائرات مقارنة بالطائرة النفاثة إية 1 في أوروبا التي تملك جميع مظاهر التقدم لتواكب هذا المفهوم. وقامت شركة ثيليرت (باستبدال محركات المركبات الجوية من طراز مرسيدس بمحركات الديزل الأتوماتيكية، لتوثيقها للاستخدام في المركبات الجوية وبهذا تصبح هي الشركة المصنعة المتعهدة بمعدات طيران دايموند المزدوجة الخفية. وعندما أُصيبت شركة ثيليرت بمشاكل مالية، انضمت لشركة دايموند - وشركة المحركات النمساوية - التي طورت محرك ديزل تيربو إيه إي 300 الجديد، والتي تعتمد على محرك مرسيدس. وقد تؤدي منافسة محركات الديزل الجديدة إلى ارتفاع كفاءة الوقود والانبعاثات الخالية من الرصاص للمركبات الجوية الصغيرة، وهو ما يمثل أكبر تغيير في محركات المركبات الجوية الخفيفة على مر العقود. وقامت شركة ويلكسش إيرموتيف ببناء محرك ديزل ذي شوطين (لديه القدرة نفسها على الوزن مثل محرك البنزين) للمركبات الجوية التجريبية: دبليو إية إم 100 (100 حصان) ودبليو إية إم 120 (120 حصان) ودبليو إية إم 160 (160 حصان).

### المحركات النفاثة المبردة مسبقًا
أما سرعات الطيران الأسرع من الصوت بدرجة كبيرة جدًا/الفرط الصوتي المنخفض التي تحتاج إلى نظام تبريد الهواء في أنبوب هيدروجين المحرك النفاث، فتسمح بزيادة حقن الوقود بسرعة عالية وتجنب الحاجة إلى أنبوب مصنوع من مواد مقاومة للحرارة أو المبرد الفعال. فهذا من شأنه تحسين معدل دفع/وزن المحرك كثيرًا وبسرعة عالية.
ويُعتقد أن هذا التصميم قد يسمح للمحرك الطيران المعاكس عند ماخ 5 أو حتى المرحلة الفردية لدوران السيارة أن تكون عملية.

### الكهرباء
هناك حوالي 60 مركبة جوية تعمل بالطاقة الكهربائية، مثل كينيتيك زيفير، تم تصميمها منذ الستينيات من القرن العشرين. تستخدم بعضها في أغراض عسكرية طائرات بلا طيار. وفي فرنسا في أواخر عام 2007، استخدمت مركبة جوية تقليدية خفيفة مزودة بمحرك كهربائي قوته 18 كيلووات باستخدام بطاريات ليثيوم بوليمير في الطيران، حيث تغطي ما يزيد عن 50 كيلومتر (31 ميل)، وهي أول طائرة كهربائية تحصل على شهادة صلاحية الطائرات للطيران.
وقد أجريت عدة تجارب محدودة مع دفع الخلية الشمسية، خصوصًا الطائرة بطيار سولار تشالنجر وسولار امبلس وطائرة ناسا باثفايندر بلا طيار.